# Conseiller familial
Un conseiller familial accompagne les membres d'une famille dans l'atteinte d'un objectif ou la résolution d'un problème.
Le conseiller familial peut mettre à disposition des familles des outils d'accompagnement éprouvés en entreprise.
Le conseiller familial peut agir sur de nombreux problèmes :
- Renforcement de l'estime de soi entre adultes et enfants,
- Aide à la parentalité,
- Accompagnement scolaire,
- Problème de communication dans la famille (parent/enfant ou couple).

Certains professionnels indépendants proposent également un accompagnement pour la mise en place d'une organisation équilibrée de la maison et de la vie de famille.